# 夢現Re:Master
『夢現Re:Master』（ゆめうつつりますたー）は、工画堂スタジオより2019年6月13日に発売された百合系アドベンチャーゲーム。略称は「ゆリマスター」。2020年4月23日には、ファンディスクにあたる『夢現Re:After』が発売された。

## 概要
本作は、「白衣性恋愛症候群」や「白衣性愛情依存症」を手掛けた『工画堂スタジオ』のしまりすさんちーむによる、ゲーム制作会社を描いたアドベンチャーゲームであり、ゲーム制作会社ユリイカソフトを舞台に、ゲーム制作者や声優たちの努力と葛藤が描かれている。
僅かではあるが男性キャラが登場していた「白衣性」シリーズとは違い、本作は女性だけの世界を舞台としており、登場人物だけでなくモブキャラクターも全員が女性である。そのため、夫婦ではなく婦婦とテキスト表記されていたり、女性同士で子供を作っているルートが存在する。

## 開発
本作の原案・ディレクターを務めたみやざーは、アニメ制作会社を題材としたテレビアニメ『SHIROBAKO』から感銘を受け、自分なりで『SHIROBAKO』のような作品を作ろう考えて本作を企画したとGamerとのインタビューの中で話している。
シナリオライターは4人おり、メインである共通ルートと柳谷こころルートは『白衣性愛情依存症』のシナリオを手掛けた向坂氷緒が担当し、太刀花ななルートは『FLOWERS』などのシナリオを手掛けた志水はつみが担当した。また、無限堂さきルートは『Schwarzschildシリーズ』や『蒼い海のトリスティア』などのシナリオを手掛けた竹内なおゆきが担当し、マリー・マーラーのルートおよび、劇中で登場人物が開発するゲーム「ニエと魔女と世界の焉わり」のシナリオは、『シンフォニック=レイン』や『追放選挙』のシナリオを手掛けた西川真音が担当した。
本作のライターのうちの何人かは実際にゲーム会社での勤務経験があり、会社に犬を連れてきたり、データが巻き戻ったといった実話も盛り込まれている。また、SFやアニメ、海外ドラマといった小ネタも織り込まれている。
一方で、みやざーは向坂氷緒にゲーム業界の経験がなかったため、一般人が理解できない部分を見極めることができたとGamerとのインタビューの中で話している。
また、同じ用語でもゲーム会社によって意味が異なることから、本作では専門用語集は取り入れられなかった。
ななルートを担当した志水は、自分が在籍してきたゲーム会社によってやり方が異なるため、自分の経験の中からどれを取捨選択すればよいのか迷ったと電撃オンラインとのインタビューの中で振り返っている。みやざーによると、太刀花なな役の井澤詩織が「（声優である）ななルートって声優さんのこと分かっている人が書いている。むしろ声優がシナリオを書いたんじゃないかというくらいすごい」と言っていたとされている。
さきルートを担当した竹内も、さきのキャラクターが自分と共通するところが多かったとしつつも、あまり現実的過ぎると面白くないため、現実的な要素を3割程度に抑えた「ライターとしての理想像」として描いたと前述のインタビューの中で話している。
本作の主人公・大鳥 あい役を務めた吉岡麻耶は、本作のシナリオの分量が多く、収録回数が10回を超えたことを2019年の電撃オンラインとのインタビューの中で明らかにしている。

## あらすじ
帝都東京の都心から近い、下町人情が残る街「虹園寺」には、小さなゲーム開発会社「ユリイカソフト」がひっそりと居を構えていた。
田舎育ち純朴系女の子、大鳥あいは、親の都合で長い間離れて暮らしている妹、柳谷こころに会うため上京し、妹の職場である「ユリイカソフト」のドアをたたいた。

## 登場人物
大鳥 あい（おおとり あい）
声 - 吉岡麻耶
アシスタント・ディレクター
本作の主人公でこころの姉。こころとは両親の不仲で離ればなれになってしまったが、年に一度は会うことが許され、再開の日にはキスをしていた。3年前の誕生日、連絡が取れなくなった妹を心配し、また不安になり、大切な妹を追って単身で上京。その後、ユリイカソフトに就職することになる。
性格は根暗でネガティブ気質だが、少々天然で、周りからは面白い人と思われている。興奮すると、地元の方言が出てしまう。絵を描くのが好きだったが、スランプに陥り現在は描いていない。
柳谷 こころ（やなぎや こころ）
声 - 沼倉愛美
ゲームディレクター
ユリイカソフトのディレクターで、あいの妹。まだ見習いで仕事にも追われているため常に不機嫌な態度をしており、姉のあいには何故かキツイ態度を取っている。
地元にいた頃は、明るく人懐っこい子犬のような性格だったが、現在はずけずけとものをいうような性格になった。物語を考えることが好きで、ゲーム好きにもなった。
無限堂 さき（むげんどう さき）
声 - 徳井青空
シナリオライター
ユリイカソフトのメインシナリオライター。基本的にマイペースで、人の話を敢えて聞かないようにしている。
普段着はジャージで、ヘッドフォンを常につけている。低い身長と可愛らしい顔立ちと合わせて、実年齢より若く見られがち。
現在開発中の「ニエと魔女と世界の焉わり」のリメイク元作品のシナリオも担当しており、ユリイカメンバーの中では古株。
口癖の「がうっ!!」から「プチザウルス」というあだ名がついた。
太刀花　なな（たちばな なな）
声 - 井澤詩織
事務員
ムードメーカーで、明るくノリよく、誰に対してもフレンドリーでオープンな人柄。自称バナナメイド。趣味でコスプレもする。
本業は声優だが、それだけでは食べていけないため、ユリイカソフトで開発から経理、事務、電話番、お茶くみ等のアルバイトをしている。
マリー・マーラー
声 - 池澤春菜
イラストレーター・原画
縁あってユリイカソフトに来る事になった、ギシリア出身のイラストレーター。実直で揺るぎない信念を持った人物。基本的に、迷いなく物事の本質を鋭く掴む才覚を有している。
日本文化を愛しており、正装として軍服を身にまとっている。
醍醐 ほのか（だいご ほのか）
声 - 伊藤静
代表取締役社長、プログラマー、宣伝広報営業
ユリイカソフトの設立者で、「ニエと魔女と世界の焉わり」の同人版を商業リメイク版として、開発を開始している。
普段は温厚で皆のお姉さん的存在だが、裏では切れ者らしく、業界内では色々な不穏な二つ名で呼ばれている。お酒には弱い。
ばな子（ばなこ）
声 - 大坪由佳
副社長
ユリイカソフトのマスコットキャラクター的存在のセントバーナード犬。飼い主はほのかだが、出社時に会社に押し付けて出掛けてしまうので、散歩は主にあいが担当している。
首の樽には、さき専用のエナジードリンクが入っている。

## スタッフ
- 原案ディレクター - みやざー[10]
- キャラクターデザイン - 藤ちょこ[10]
- サブキャラクターデザイン - 藤枝雅[10]
- シナリオ - 向坂氷緒／志水はつみ／竹内なおゆき／西川真音[10]
- ゲーム内ゲーム原画 - 笛／早瀬あきら[10]

## 主題歌
オープニングテーマ「Place of promise」
作詞 - 柿沼雅美 / 作曲 - 濱田智之 / 編曲 - 悠木真一 / 歌 - 亜咲花
エンディングテーマ1「懐かしい街」
作詞 - 森由里子 / 作曲 - 椎名 豪 / 歌 - 今井麻美
エンディングテーマ2「花」
作詞・作曲・編曲 - 濱田智之  / 歌 - 安月名莉子

## その他
- LINEスタンプ（イラスト：八雲剣豪）[11]

### コラボ
- カフェメイリッシュ×『夢現Re：Master』タイアップカフェイベント“カフェ　やくそくのばしょ[12]
- 「夢現Re:Master」ショートストーリー連載企画
  - 2019年、「コミック百合姫」8、9、10月号で書き下ろし読み切り小説が掲載された[13]。

## 書籍
| タイトル                                         | 発行日         |
| ------------------------------------------------ | -------------- |
| 夢現Re:Master 公式ファンブック「ゆリマニュアル」 | 2019年12月28日 |

## 続編

### 夢現Re:Idol 〜大鳥あいのキャラが主人公として薄すぎる件について
- 2020年3月26日、ミュージックアクションゲーム『夢現Re:Idol 〜大鳥あいのキャラが主人公として薄すぎる件について』が発売。『夢現Re:After』の主題歌「ココロひとつ」の大鳥あいソロバージョンも収録されている[14]。CEROレーティングはB（12才以上対象）。

### 夢現Re:After
2020年4月に発売された同作は『夢現Re:Master』のアフターストーリーが収録されている。大鳥 あい役の吉岡麻耶によると、あいが自分の居場所を見つけた後の物語であり、彼女のキャラクター性が大きく異なるとされている。